# Bèta-nitrostyreen
Bèta-nitrostyreen (β-nitrostyreen) is een aromatische nitroverbinding. Het wordt onder andere gebruikt in de kunstmatige synthese van indigo, fenylethylamine. en slijmbestrijdingsmiddelen.

## Toepassingen
β-Nitrostyreen is een chemische precursor voor slijmbestrijdingsmiddelen en kleurstoffen. Broomnitrostyreen wordt verkregen door behandeling met broom, gevolgd door gedeeltelijke dehydrohalogenering, terwijl 2-nitrobenzaldehyde wordt verkregen door behandeling met ozon.
Veel van de syntheses van psychedelische gesubstitueerde fenethylamines en gesubstitueerde amfetamines beschreven door Alexander Shulgin in zijn boek PiHKAL gebruiken gesubstitueerde nitrostyrenen als precursors. Ze zijn de uiteindelijke precursor, gereduceerd met lithiumaluminiumhydride tot het eindproduct (een amine).

## Synthese
De stof wordt ofwel gesynthetiseerd via de Henryreactie van benzaldehyde en nitromethaan, ofwel door de directe nitrering van styreen met stikstofmonoxide.